# Igreja das Chagas do Salvador
A Igreja das Chagas do Salvador, igualmente conhecida como Igreja de Nossa Senhora dos Remédios, é um edifício religioso na vila de Castro Verde, em Portugal. Foi classificado como Monumento de Interesse Público em 2012.

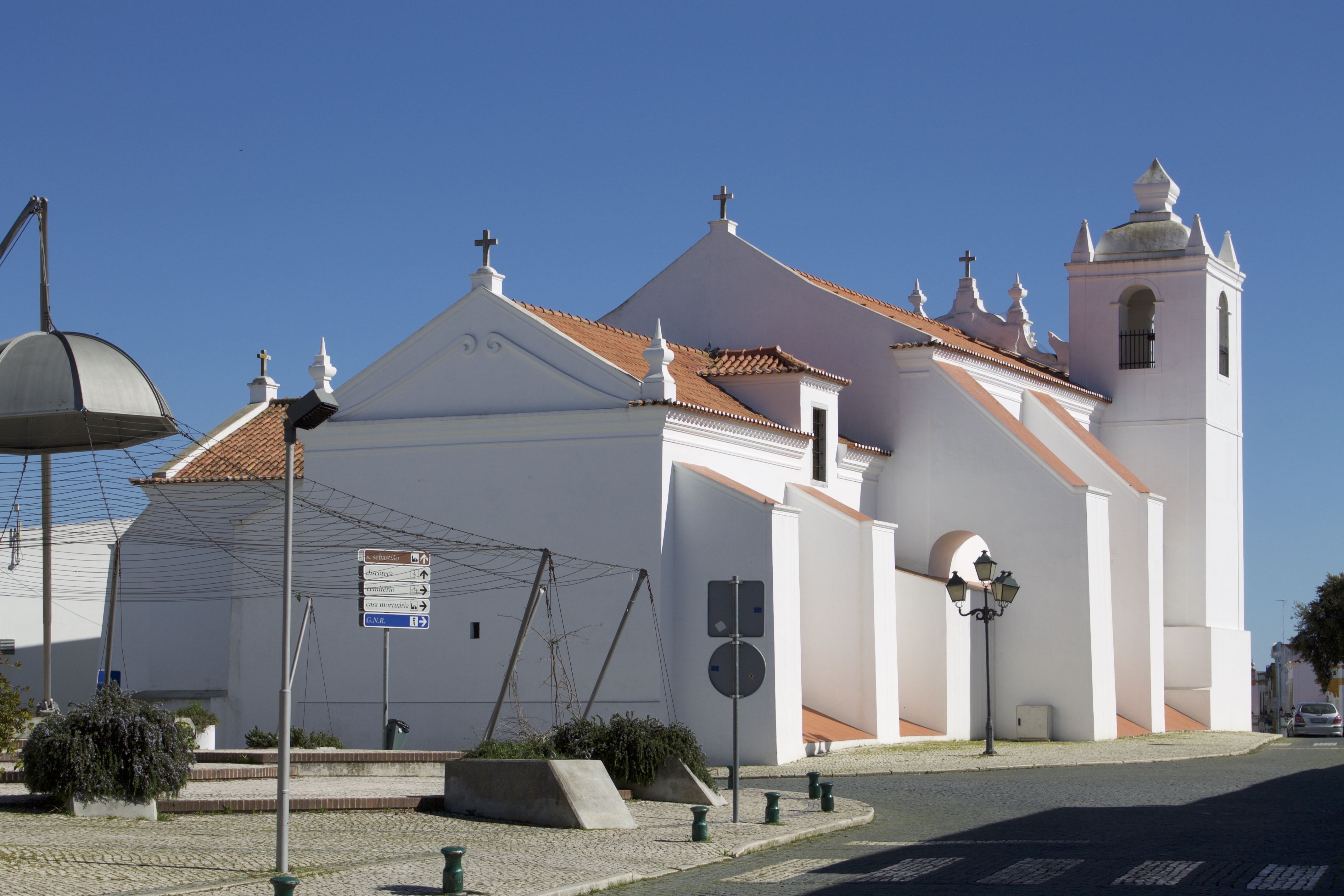
Fachada posterior da igreja em 2017, vendo-se os contrafortes laterais, e remate em empena da capela-mor.

## Descrição
A igreja está situada no centro histórico de Castro Verde, com frentes para a Praça da República e as ruas D. Afonso I e de Mértola.
O edifício em si é do estilo maneirista, com uma organização e as fachadas exteriores sóbrias e funcionais, seguindo os ditames do estilo chão. A fachada principal, virada para Sul, é ladeada por um pilastras lisas, e encimada por um frontão de aletas sobre uma empena de forma triangular, sendo este frontão de forma recortada, no estilo barroco. O portal é de verga recta, sobreposto por um frontão de volutas em mármore, e no topo tem um janelão de forma rectangular, encimado por um escudo de Portugal, no estilo barroco. Adossados ao edifício estão a sacristia e a torre sineira. Esta última está situada à esquerda da fachada principal, é planta rectangular, e está rasgada por quatro janelas de arco redondo. As fachadas laterais são suportadas por contrafortes, destacando-se o primeiro do lado direito da fachada, que tem uma abertura, sobreposta por um arco de volta perfeita. As coberturas da capela-mor e da sacristia terminam em empenas triangulares, com cunhais onde se erguem pináculos.
A igreja é uma uma só nave, coberta por uma abóbada de berço, com uma pintura executada em meados do século XX. A capela-mor tem um retábulo com estuque em tons marmoreados, cujo trono está decorado com talha dourada e pintada. O arco triunfal, de volta perfeita, tem um revestimento em estuque de cores douradas, sendo sobreposto pelas armas reais, executadas em talha. Os altares são no estilo barroco, e as paredes do altar-mor estão revestidas por silhares de azulejos em tons azuis e brancos, representando cenas da vida da Virgem Maria, no topo dos quais foram instaladas imagens, também dedicadas à Virgem Maria. As paredes da nave também foram parcialmente forradas por silhares de azulejos, oriundos da Holanda, e possuem vários quadros com cenas da Batalha de Ourique, principalmente a aparição de Jesus Cristo a D. Afonso Henriques, no sítio de São Pedro das Cabeças, sendo análogos aos painéis de azulejo no interior da Igreja Matriz de Castro Verde. No interior destacam-se igualmente a imaginária e outros elementos dos séculos XVII e XVIII, como as telas, da autoria do artista algarvio Diogo Magina.

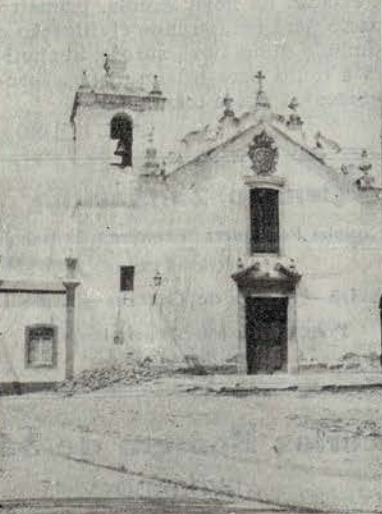
Fotografia da igreja, publicada no jornal Vida Alentejana em 1935.

## História
Segundo a tradição, a igreja teria sido fundada pelo rei D. Afonso Henriques, no local onde estaria uma gruta, que servia de residência de um ermitão, que tinha anunciado ao futuro monarca a aparição de Jesus Cristo em São Pedro das Cabeças, garantindo-lhe a vitória na Batalha de Ourique. Porém, a origem do edifício é incerta, com fontes documentais a referirem a sua reconstrução nos finais do século XVI, durante o reinado de D. Filipe II de Portugal, estando nessa altura em mau estado de conservação. Porém, não foram encontradas referências à existência de um templo cristão correspondente àquele local. De qualquer forma, a instalação do edifício como se conhece é comprovadamente do período de D. Filipe II, uma vez que aquele monarca foi responsável pela criação da Feira de Castro em 1621, cujas receitas foram aplicadas nas obras da igreja, durante cerca de dois séculos. Em 1630, um devoto terá oferecido à igreja uma imagem da Virgem Maria, que ficou conhecida devido aos seus dotes milagrosos, pelo que o templo também recebeu o nome de Igreja de Nossa Senhora dos Remédios.
Foi alvo de grandes obras em meados do século XVIII, tendo sido reconstruída a fachada e decorada a nave com várias telas, que foram pintadas pelo artista Diogo Magina em 1750 ou entre 1763 e 1767. Em 1811, a igreja estava más condições de conservação, principalmente a capela-mor, tendo a abóbada ruído em 16 de Abril de 1867, o que motivou a realização de trabalhos de restauro na igreja, durante os quais participou o artista Pardalinho de Beja. Entre 1958 e 1966 foi novamente alvo de obras, incluindo a reconstrução da cobertura, a pintura da abóbada da capela-mor, e outras várias intervenções de restauro. Em 1969 um sismo danificou o edifício, pelo que foi novamente alvo de obras de conservação e restauro. Entre 1993 e 1995 a Câmara Municipal de Castro Verde executou vários trabalhos de manutenção, que abrangeram a substituição dos pavimentos, e o restauro dos quadros na capela-mor e na parede do arco triunfal, incluindo a tábua sobre o arco.
Em meados de 2007, foram feitos trabalhos de manutenção no exterior do edifício, durante o qual foi caiado de branco. Em 2008, a Câmara Municipal de Castro Verde estava a planear a instalação de sistemas de iluminação cénica nos espaços envolventes à Basílica Real e a Igreja das Chagas do Salvador, medida que iria valorizar aqueles importantes monumentos do concelho. Esta iniciativa inseriu-se no âmbito do acordo de colaboração entre a autarquia, a Paróquia de Castro Verde e o Departamento Histórico e Artístico da Diocese de Beja, que levou à realização de importantes obras para a preservação do património cultural no concelho.
Em 2014 a Câmara Municipal, em colaboração com a Paróquia de Castro Verde, realizou um programa de manutenção na igreja, no valor de 28 900 Euros, que incluiu a pintura exterior e a limpeza dos telhados. Em 2022 foram concluídas obras de requalificação da igreja, compostas pela pintura geral do edifício, e trabalhos de limpeza e reparação no telhado.
A igreja foi pela primeira vez classificada por um Decreto de 16 de Junho de 1910, com a categoria de Monumento Nacional, mas deixou de ter aquela classificação pelo Decreto-Lei n.º 37:801, de 2 de Maio de 1950. Em 15 de Março de 2009, a Direcção Regional de Cultura do Alentejo iniciou um novo processo para a classificação do imóvel, com despacho de abertura de 26 de Março de 2009 do Instituto de Gestão do Património Arquitectónico e Arqueológico, tendo o imóvel sido classificado como Monumento de Interesse Público pela Portaria n.º 740-Q/2012.

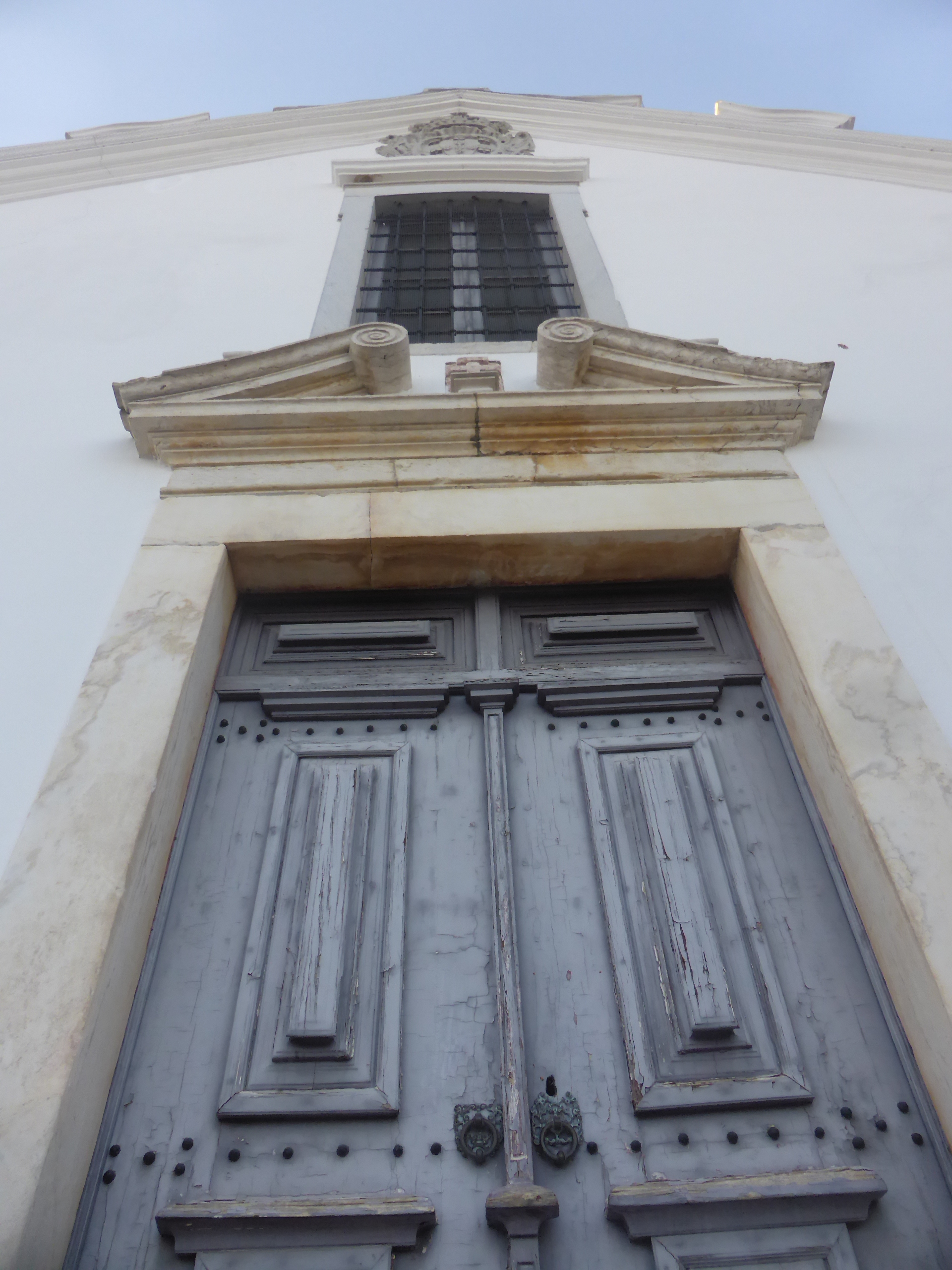
Detalhe do portal da igreja.